# SO505iS
mova SO505iS（ムーバ・エスオー ごー まる ごー アイ　エス）は、ソニー・エリクソン・モバイルコミュニケーションズ（現・ソニーモバイルコミュニケーションズ）が開発した、NTTドコモによる第二世代携帯電話 (mova) 端末製品。

## 概要
2003年夏モデルとして発売された、コンパクトデジタルカメラを意識したメガピクセルカメラ搭載の回転式のボディのSO505iの後継機。重量級の機種となったSO505iと同様の回転式を採用するが、厚さは33mmから25mmに薄型化され、12g軽量化された。また、アンテナは固定化された内蔵式となった。
SO505iから操作体系を大幅に変更。これまでのソニー・エリクソン端末の特徴であった「ジョグダイヤル」を縦方向に操作する「センタージョグ」から、円形に操作する「ディスクジョグ」に変更した。
メインディスプレイは、SO505iの2.2インチから2.3インチとなり、横に16ドット多いものから、一般的なQVGAの解像度のものに変更された。また、写真撮影時に、レンズカバーを開くと、カメラが起動する仕様に変更されている。
ソニー製端末らしく、AV機能に力を入れているのが特徴で、メモリースティック対応のソニー製テレビ「WEGA」で録画したテレビ番組を、本機種で再生できる「モバイルムービー」機能を搭載した。

## 歴史
- 2003年10月21日：ドコモがSO505iS、D505iS、SH505iS、P505iS、N505iSの開発を発表。
- 2003年12月12日 - 発売。
- 2012年3月31日 - movaサービス終了により使用はこの日限りとなる。